# Hétköznapi vámpírok
A Hétköznapi vámpírok (eredeti cím: What We Do in the Shadows) 2014-ben bemutatott új-zélandi ál-dokumentumfilm. A filmet Jemaine Clement és Taika Waititi rendezte és írta, a történet pedig egy új-zélandon élő vámpírcsapatról szól, akiknek egy dokumentumfilmes stáb követi nyomon a mindennapjait. A főbb szerepeket Clement és Waititi mellett Jonathan Brugh, Cori Gonzalez-Macuer és Stu Rutherford játszották.
A filmet először Sundance Filmfesztiválon mutatták be 2014. január 19-én, majd 2014. június 19-én került Új-Zélandon mozikba. Magyarországon a Cinetel mutatta be 2015. április 23-án, majd 2015. december 8-án a Fantasy Film DVD-n is kiadta.

## Szereplők
| Színész              | Szerep             | Magyar hang      |
| -------------------- | ------------------ | ---------------- |
| Jemaine Clement      | Vladislav          | Zöld Csaba       |
| Taika Waititi        | Viago              | Joó Gábor        |
| Jonathan Brugh       | Deacon             | Kisfalusi Lehel  |
| Cori Gonzalez-Macuer | Nick               | Gacsal Ádám      |
| Stuart Rutherford    | Stu                |                  |
| Ben Fransham         | Petyr              | (nem szólal meg) |
| Jackie van Beek      | Jackie             |                  |
| Rhys Darby           | Anton              |                  |
| Ethel Robinson       | Katherine Heimburg |                  |
| Elena Stejko         | Pauline Ivanovich  |                  |
| Jason Hoyte          | Julian             |                  |
| Karen O'Leary        | O'Leary járőr      |                  |
| Mike Minogue         | Minogue járőr      |                  |